# Joe Dinicol
Joe Dinicol, född 22 december 1983, är en kanadensisk skådespelare. Han startade som barnskådespelare och har sedan dess setts i bland annat Train 48 och Rideau Hall

## Roller för TV
- Real Kids, Real Adventures (2000) som John in "Sucked Underground: The John Collmer Story"
- The Facts of Life Reunion (2001) som Sam
- Rideau Hall (2002) som Jason Gallant
- Sue Thomas: F.B.Eye "Homeland Security" (2003) som Nathan Wiatt
- Train 48 (2003–2005) som Zach Eisler
- She's Too Young som Tommy (2004)
- Eerie, Indiana: The Other Dimension som Ollie Roberts
- Life with Derek (TV Series, 2008–2009) som Truman
- My Babysitter's a Vampire som Jesse
- Flashpoint
- The L.A. Complex (TV Series, Present) som Nick Wagner
- 2022 – Quantum Leap (TV-serie)

## Filmroller
- Reviving Ophelia (2010) som Cody
- Min barnvakt är en vampyr (2011) som Jesse
- Puck Hogs (2009) som Terry Bender
- Passchendaele (2008) som David Mann
- Weirdsville (2007) som Jeremy Taylor
- Diary of the Dead (2007) som Eliot Stone
- The Marsh (2006) som Brandon Manville
- Kart Racer (2003) som Rodney Wells
- Fast Food High (2003) som Scott
- Jacob Two Two Meets the Hooded Fang (1999) som O'Toole/Noah
- The Virgin Suicides (1999) som Dominic Palazzolo